# Twenty4tim
Twenty4tim [ˈtwɛntifɔɐˈtɪm] (* 14. September 2000 in Köln; bürgerlich Tim Maximilian Kampmann) ist ein deutscher Influencer und Sänger. Er ist auf den Videoportalen TikTok, Instagram und YouTube aktiv.

## Leben und Karriere
Kampmann wurde 2000 in Köln geboren. Nachdem er im Alter von 14 Jahren rund 100 Kilogramm gewogen hatte, entwickelte er infolge seines Wunsches nach einer schnellen Gewichtsabnahme eine anorektische Essstörung. Ein Lehramtsstudium, das er begonnen hatte, um Gymnasiallehrer für die Fächer Deutsch und Englisch zu werden, brach er nach einem Semester ab.
Kampmann nahm 2021 an der von RTL produzierten Quiz- und Spielshow Pocher vs. Influencer teil, in der Moderator Oliver Pocher gegen ihn und drei andere Influencer antrat. Seine Videos sind größtenteils Comedy-Videos, in denen er sich verkleidet und schminkt.
Im Februar 2022 wirkte er im Musikvideo zu Onlyfans von Katja Krasavice mit. Im März 2022 veröffentlichte Kampmann seinen ersten Song Bling Bling. Im nach eigenen Angaben 190.000 Euro teuren Musikvideo treten unter anderem Micaela Schäfer, Désirée Nick, Katja Krasavice, Sophia Thiel, Niko Griesert, Mario Novembre, Sam Dylan und Gerda Lewis auf.
Im September 2022 erschien die Single Gönn dir, die die Spitzenposition der deutschen Singlecharts erreichte. Im Dezember 2022 folgte die dritte Single Galaxie, die Platz zwei der Charts belegte. 2023 veröffentlichte er mit Icecream und Hot or Not (feat. Kitty Kat) weitere Singles, die für eine Woche Platz eins der Singlecharts belegten, bevor sie in der Folgewoche aus den Top 100 fielen.
Im Januar 2024 war Kampmann Kandidat der 17. Staffel von Ich bin ein Star – Holt mich hier raus! und erreichte den dritten Platz. Noch während der Teilnahme an Ich bin ein Star holt mich hier raus wurde seine vierte Single I Don’t Care veröffentlicht, mit der er erneut Platz eins der Hitparade erreichte.

## Kritik

### Kommerzielle Ausnutzung der Flutkatastrophe 2021
Im Sommer 2021 brach im rheinland-pfälzischen Ahrtal eine Flutkatastrophe aus, der mindestens 180 Menschen zum Opfer fielen. Kampmann machte in dieser Zeit wiederholt Videos auf TikTok, in denen er seine Zuschauer bat, auf sein Instagram-Profil zu wechseln, da sich dort spannende Videos über die Flutkatastrophe befänden. Auf Instagram machte er dann einige Storys, in denen er zeigte, wie der aktuelle Zustand in seinem ebenfalls vom Hochwasser betroffenen Haus war. Dieses Verhalten führte zu dem Vorwurf, die Flutkatastrophe für Follower und Klicks auszunutzen.
Er bekam weitere Kritik, als er kurz darauf in seiner Story zwischen Fotos des aktuellen Geschehens in seinem Haus Werbeanzeigen für Die Limo schaltete. Diese Beanstandungen wurden später größtenteils wieder zurückgenommen, da die Zeitpunkte für derartige Werbung bereits Wochen im Voraus festgelegt werden.

### Kontroverses TikTok-Video
Für Kritik sorgte Kampmann außerdem, als er die TikTokerin Estefaniaelisa für einen Musikvideodreh einlud, diese aber absagte, weil sie nackt auftreten sollte. Kampmann veröffentlichte daraufhin ein Video auf TikTok über das daraus resultierende Telefonat zwischen den beiden. In diesem Telefongespräch erweckte Kampmann den Eindruck, Estefaniaelisas Verweigerung ihres Auftritts sei völlig ungerechtfertigt. Für einen wesentlichen Teil der Zuschauer wirkte es so, als nötige er die TikTokerin gegen ihren Willen zu einem Nacktauftritt. Nach Beendigung des Telefongesprächs wertete Kampmann Estefaniaelisa als „Opfer“ ab und lächelte in die Kamera. Kritiker monierten, Kampmanns Äußerungen in der betreffenden Situation seien deplatziert und verbal übergriffig gewesen. Sein Auftreten sei insbesondere fragwürdig, da seine Accounts vorrangig von minderjährigen Zuschauern verfolgt würden. Die Echtheit des Videos wird allerdings bezweifelt.

### Bewerbung der eigenen Musik
Das Redaktionsnetzwerk Deutschland (RND) beschreibt, Kampmann setze „aggressives Marketing“ ein, um seine Musik zu bewerben. Dazu zählt, dass er seine Follower regelmäßig über die limitierten Stückzahlen seiner Fanboxen, die aus dem Tonträger und Merchandising bestehen, informiere und sie so laut RND unter Druck setze. Zusätzlich gab er bei einer Veröffentlichung an, er hätte versehentlich eine falsche Version seines Songs beim Audio-Streamingdienst Spotify hochgeladen, um seine Follower zum erneuten Hören des Songs zu animieren.

## Filmografie
Fernsehen
- 2021: Pocher vs. Influencer[14] (Gastauftritt)
- 2022: Jauch gegen[15] (Gastauftritt)
- 2023: Lip Sync Stories[16] (1 Folge)
- 2023: Die Helene Fischer Show[17] (Gastauftritt)
- 2024: Ich bin ein Star – Holt mich hier raus![18] (Teilnehmer)
- 2024: Eltons 12[19] (Gastauftritt)
- 2024: Hungry (Gastrolle)
- 2025: Reality Queens – Auf High Heels durch den Dschungel (Moderator)

Musikvideos
- 2022: Onlyfans - Katja Krasavice[20]

## Diskografie

### Studioalben
| Jahr | Titel Musiklabel               | Höchstplatzierung, Gesamtwochen, AuszeichnungChartsChartplatzierungen (Jahr, Titel, Musiklabel, Platzierungen, Wochen, Auszeichnungen, Anmerkungen) | Anmerkungen                              |
| Jahr | Titel Musiklabel               | DE | Anmerkungen                              |
| ---- | ------------------------------ | --- | ---------------------------------------- |
| 2023 | Phoenix Gefälltmir Music (UMG) | DE1 (1 Wo.)DE | Erstveröffentlichung: 15. September 2023 |

### Singles
| Jahr | Titel Album              | Höchstplatzierung, Gesamtwochen, AuszeichnungChartplatzierungen (Jahr, Titel, Album, Platzierungen, Wochen, Auszeichnungen, Anmerkungen) | Höchstplatzierung, Gesamtwochen, AuszeichnungChartplatzierungen (Jahr, Titel, Album, Platzierungen, Wochen, Auszeichnungen, Anmerkungen) | Höchstplatzierung, Gesamtwochen, AuszeichnungChartplatzierungen (Jahr, Titel, Album, Platzierungen, Wochen, Auszeichnungen, Anmerkungen) | Anmerkungen                                              |
| Jahr | Titel Album              | DE | AT | CH | Anmerkungen                                              |
| ---- | ------------------------ | --- | --- | --- | -------------------------------------------------------- |
| 2022 | Bling Bling Phoenix      | DE15 (3 Wo.)DE | AT42 (1 Wo.)AT | — | Erstveröffentlichung: 31. März 2022                      |
| 2022 | Gönn dir Phoenix         | DE1 (3 Wo.)DE | AT17 (2 Wo.)AT | CH88 (1 Wo.)CH | Erstveröffentlichung: 29. September 2022                 |
| 2022 | Galaxie Phoenix          | DE2 (1 Wo.)DE | — | — | Erstveröffentlichung: 2. Dezember 2022                   |
| 2023 | Icecream Phoenix         | DE1 (1 Wo.)DE | — | — | Erstveröffentlichung: 21. April 2023                     |
| 2023 | Hot or Not Phoenix       | DE1 (1 Wo.)DE | — | — | Erstveröffentlichung: 26. Mai 2023 feat. Kitty Kat       |
| 2023 | Nice wie du bist Phoenix | — | — | — | Erstveröffentlichung: 27. August 2023                    |
| 2024 | I Don’t Care –           | DE1 (1 Wo.)DE | — | — | Erstveröffentlichung: 2. Februar 2024                    |
| 2024 | Cheri Cheri Lady –       | DE2 (1 Wo.)DE | — | — | Erstveröffentlichung: 12. April 2024 feat. Dieter Bohlen |

## Auszeichnungen
9 16 Awards
- 2024: in der Kategorie „Uncancelbar“[21]
- 2025: in der Kategorie „Bestes Creatorprodukt“ (für Twenty4Tim x Shiny Facets)[22]

Bravo Otto
- 2023: in der Kategorie „Social Media Deutschland“[23]

Duftstars Parfumpreis
- 2024: in der Kategorie „Publikum Damen“ (für Shiny Facets)[24]

German Influencer Awards
- 2022: in der Kategorie „Beauty (MEGA)“[25]

Tiger Awards
- 2022: in der Kategorie „Content Creator des Jahres“ (Platz 3)[26]